# Slade Alive, Vol. 2
Albums de Slade
Whatever Happened to Slade
(1977) Return to Base
(1979)
Slade Alive, Vol. 2 est le deuxième album live du groupe britannique de rock Slade. Il est sorti en 1978 sur le label Barn Records.

## Fiche technique

### Chansons
Toutes les chansons sont écrites et composées par Noddy Holder et Jim Lea, sauf mention contraire.
| 1. | Get on Up                |               | 6:01 |
| 2. | Take Me Bak 'Ome         |               | 4:19 |
| 3. | My Baby Left Me          | Arthur Crudup | 2:41 |
| 4. | Be                       |               | 3:50 |
| 5. | Mama Weer All Crazee Now |               | 3:58 |

| 6.  | Burning in the Heat of Love    |  | 3:45 |
| 7.  | Everyday                       |  | 3:35 |
| 8.  | Gudbuy T'Jane                  |  | 4:58 |
| 9.  | One Eyed Jacks with Moustaches |  | 3:24 |
| 10. | Cum On Feel the Noize          |  | 4:20 |

### Musiciens
- Noddy Holder : chant, guitare rythmique
- Dave Hill : guitare solo, chœurs
- Jim Lea : basse, chœurs
- Don Powell : batterie

### Équipe de production
- Chas Chandler : production
- Alwyn Clayden : pochette
- Alex Agor : photographie
- Alan Goldberg : éclairage